# Tomasz Rychliński
Tomasz Rychliński, ps.: „Jeżybroda”, „Czapka”, „Dziadek” (ur. 21 grudnia 1853 w Zagórowie, zm. 15 lutego 1926) – polski działacz socjalistyczny, robotnik. Pracował w Łodzi będąc ideowym przywódcą Komitetu Robotniczego „Proletariat”.
W okresie od 1945 do 1989 r. jego imieniem były nazwane ulice i zakłady pracy, m.in.: Zakłady Przemysłu Dziewiarskiego „Dresso” w Łodzi, Zakłady Przemysłu Wełnianego w Bielsku-Białej przy ul. Partyzantów, ul.1-go Maja (dawny Almor, Barthelmus / Wolf / Beter / Suchy).